# 동방아그로
동방아그로(Dongbang Agro Corp)는 대한민국의 농약 살충제 기업이다. 본사는 서울시 관악구 남부순환로 2028 남현동, 동방빌딩에 위치해 있으며 대표이사는 염병진이다.

## 배당
2023년에 1주당 250원의 현금배당을 하였다

## 참고문헌
1. ↑  이병로, 동방아그로, 총채벌레 전문약제 '퍼펙트' 추천, 한국영농신문, 2022.04.07
2. ↑  동방아그로, 2022 영업마케팅 직무교육 실시, 팔뉴스, 2022.10.21
3. ↑  김현희, 동방아그로, 보통주 1주당 250원 현금배당, 대한경제, 2023-02-17